# Сапі
Сапі (ест. Sapi) — село в Естонії, входить до складу волості Міссо, повіту Вирумаа.